# 柳雷市镇
柳雷市镇（俄语：Муниципальное образование «Люры»）是俄罗斯联邦伊尔库茨克州巴彦代区所属的一个市镇。其下辖有个居民点，行政中心为柳雷。据2016年统计，该市镇的人口为640人。